# 石缝藓属
石缝藓属（学名：Saelania）为石缝藓科的一属植物。

## 下属物种
- Saelania glaucescens Brotherus in Bomansson & Brotherus, 1894